# Tratado de Lodi
O Tratado de Lodi, ou Paz de Lodi, foi um acordo de paz para pôr fim às Guerras na Lombardia entre a República Veneziana e o Ducado de Milão, assinado na cidade de Lodi em 9 de abril de 1454. 
A relevância histórica do tratado reside em ter garantido à península italiana 40 anos de paz estável, favorecendo consequentemente o florescimento artístico e literário do Renascimento.

## A situação política
Após a morte do Duque de Milão Filippo Maria Visconti em 1447, a República Ambrosiana Dourada foi proclamada em Milão. Os governantes decidiram confiar a defesa do estado recém-nascido a Francesco I Sforza. Este último, após três anos, proclamou-se duque de Milão. De fato, por algum tempo Veneza não abandonou suas ambições de se expandir para a Lombardia e assim forjou uma aliança com Afonso V de Aragão, rei de Nápoles, e o imperador Frederico III de Habsburgo, contra Francesco Sforza e seus aliados. Mas depois de apenas três anos chegaram as notícias da queda de Constantinopla. Este evento colocou em perigo a estrutura das possessões venezianas no Mar Egeu, então a Sereníssima decidiu colocar uma trégua temporária nas guerras na península, estipulando a paz de Lodi junto com outras potências italianas.

## O tratado

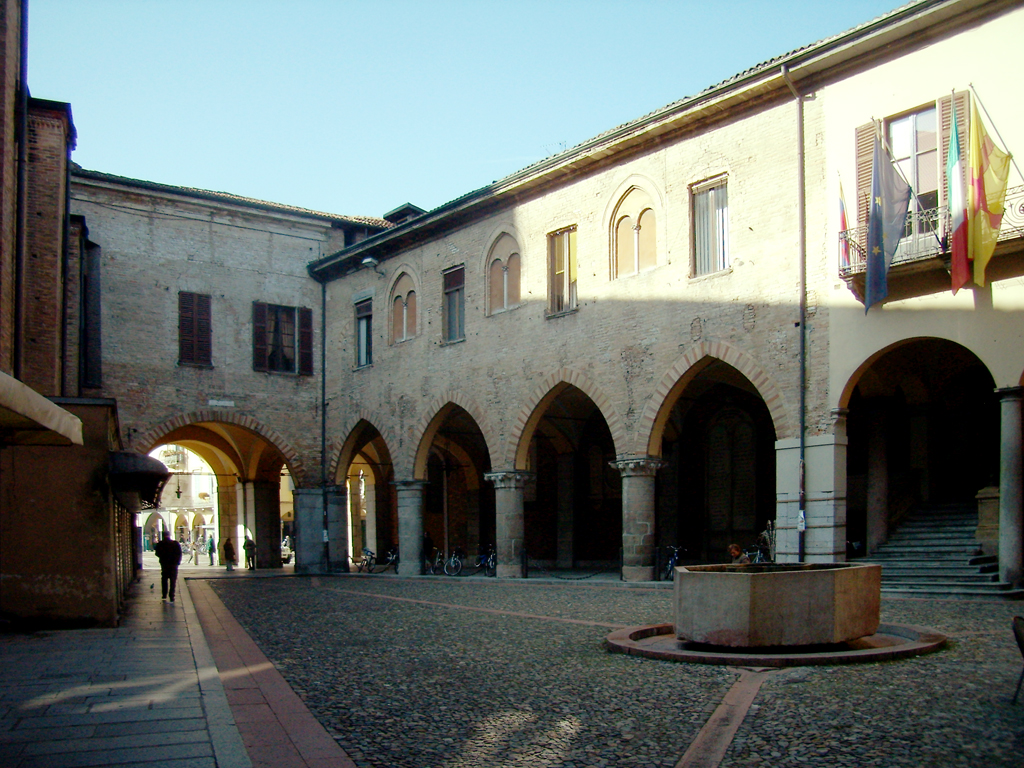
Palácio Broletto, local onde o tratado foi assinado.

Veneza e Milão concluíram a paz final em 9 de abril de 1454 na residência de Francesco Sforza em Lodi; o tratado foi ratificado pelos estados italianos mais poderosos, em primeiro lugar a República Florentina, que há muito se aliou a Milão graças ao relacionamento de longa data entre Cosimo de 'Medici e Francesco Sforza.
Após o tratado, o norte da Itália foi praticamente dividido entre os dois estados, apesar de alguns outros poderes persistirem: a Casa de Saboia, a República de Gênova, a Casa de Gonzaga e a Casa de Este. Estabeleceu também a sucessão de Francesco Sforza ao Ducado de Milão, a movimentação da fronteira entre os referidos estados no rio Adda, a afixação de sinais fronteiriços ao longo de toda a demarcação e o início de uma aliança que culminou na adesão, em épocas diferentes, à Liga Itálica. As terras de Asola, Lonato e Peschieracaiu sob os domínios da República de Veneza, frustrando as expectativas dos Gonzaga, que sempre almejaram esses lugares.

## A relevância histórica do tratado
A importância do Tratado de Lodi consiste em ter dotado a península de uma nova estrutura político-institucional que, ao limitar as ambições particulares dos vários Estados, assegurou durante 40 anos um substancial equilíbrio territorial e o desenvolvimento do Renascimento.
Lourenço o Magnífico, na segunda metade do século XV, tornou-se o garante deste equilíbrio político, implementando a sua famosa "política de equilíbrio".